# Novalis (musikgrupp)
Novalis var ett tyskt rockband som på 1970-talet spelade poetisk symfonirock. Bland gruppens kända låtar finns "Sommerabend" och "Wer Schmetterlinge lachen hört".